# 속물 효과
속물 효과(俗物效果, 영어: snob effect)는 특정 제품에 대한 소비가 증가하게 되면 그 제품의 수요가 줄어드는 현상을 일컫는다. 또한 속물 효과는 네트워크 효과(Network Effect)의 일환이다. '한정 판매'는 소비자의 이런 심리를 이용한 판매자의 전술이다.
또한 Snob은 영어로 속물이라는 뜻인데, 다른 사람과 차이를 두고 싶은 속물처럼 타인과의 차별화를 위해 소비하는 현상을 말한다. 비슷한 말로는 백로 효과 등이 있으며, 반대되는 말로는 편승 효과 등이 있다. 백로 효과는 특정 상품에 많은 사람이 몰리면 희소성이 떨어져 차별화를 위해 다른 상품을 구매하려는 현상을 말하고, 우아한 백로처럼 남들과 다르게 보이려는 심리를 반영한다고 해서 백로 효과라고 한다.
다수의 소비자가 구매할 경우 오히려 그 제품에 대한 수요가 줄어드는 현상을 뜻하는 '속물 효과'는 명품 소비로 대변되는 과시적 소비는 물론, 좀 더 자신을 차별화하기 위한 개성을 추구하는 소비 효과이기도 하다. 사회적 지위나 재산을 숭배하는 사람을 지칭하는 snob 이란 단어가 의미하는 것처럼, '속물 효과'는 사람들이 가진 속물 근성의 하나로 표출되는 과시적 소비 욕구를 나타낸다.
그리고 100년 전통 스위스 명품 시계라고 허위 광고를 한 ‘빈센트 앤 코’ 사건이나 세계 상위 1%의 여성들을 타깃으로 삼는 명품 화장품이라고 과장 광고를 한 '쓰리랩(3LAB)' 사건 등이 '속물 효과'의 예가 될 수 있다.

## 같이 보기
- 스노브
- 베블런재
- 편승 효과